# Ивана Миленковић
Ивана Миленковић (Београд, 8. јануар 1985) српска је телевизијска водитељка и новинарка.

## Биографија
Ивана Миленковић је рођена 8. јануара 1985. године у Београду. Похађала је  Музичку школу „Ватрослав Лисински” (нижу и средњу) на Чукарици и тамо научила да свира клавир и гитару. Завршила је Тринаесту београдску гимназију и добитник је Вукове дипломе.  На Архитектонском факултету Универзитета у Београду је завршила основне и мастер, а уписала и докторске студије на одсеку за еколошку и биоклиматску архитектуру.
Новинарством је почела да се бави 2011. године, као аутор прилога из архитектуре у емисији „Све боје живота” на Радио-телевизији Србије. Водила је и уређивала емисије  „Контекст 21" и „Студио знања”. Такође је водила и „Културни дневник”, а потом је прешла на Јутарњи програм РТС-а.  Тренутно води и уређује емисију "Један добар дан".
Њена старија сестра је лектор на Радио-телевизији Србије.
Говори енглески, француски, шпански и италијански језик.